# سکینه خاتون
سکینه خاتون نام امامزاده‌ای است در روستای جنت‌آباد (قم).
گفته شده که تبار او با هفت واسطه به امام هفتم شیعه می‌رسد.
بقعه مورد سخن از بناهای کهن و متین و مشتمل بر بقعه و سه ایوان و صحن می‌باشد. این گنبد به شهادت سبک بنا و قبه کلاخودی و آجری آن، از آثار قرن هشتم هجری و در عصر صفویه از گنبد آن با کاشیکاری معرق تزیین و ایوانهایی هم بر بنای اصلی افزوده گردید و چندین سال قبل هم، حجراتی در سه جانب بقعه و صحن ساخته شد که غالباً سطح آن در زیر شن روان باد آورده پنهان است.
اثر قابل توجه در این مزار، گنبد بزرگ و مرتفع آن است که بیشتر آرایش ساقه ورودی آن فرو ریخته‌است. روی گنبد هم با کاشی معرق بند اسلیمی خوش طرحی آراسته بود، که اکنون تنها چند قسمت مختصر آن باقی است.
گنبد به شکل کلاخودی بوده و ارتفاع آن ۱۰ متر و قطر تقریبی آن ۷ متر می‌باشد، که آرایش ساقه گنبد که مقداری بیشتر از آن از بین رفته، نخست یک ردیف کاشی خشتی زیبای زمینه طلایی، و سپس زیر آن کتیبه کمربندی گرداگرد با پهنای نیم متر از کاشی معرق بوده که بر آن سوره مبارکه جمعه به خط ثلث سفید نوشته شده، و تمام آن از جمله در پایان که جای رقم کاتب و سال تاریخ آن است فرو ریخته، و پس از آن در پایین کتیبه میان دو حاشیه بیست سانتی متری از نامهای «الله» «محمد» و «علی» به خط بنائی تزییناتی شده بود.
نام کامل او را سیده سکینه خاتون بنت الحسین بن محمد بن علی السخط بن القاسم بن موسی بن القاسم بن عبدالله بن الامام موسی الکاظم ذکر کرده‌اند.

## نگارخانه

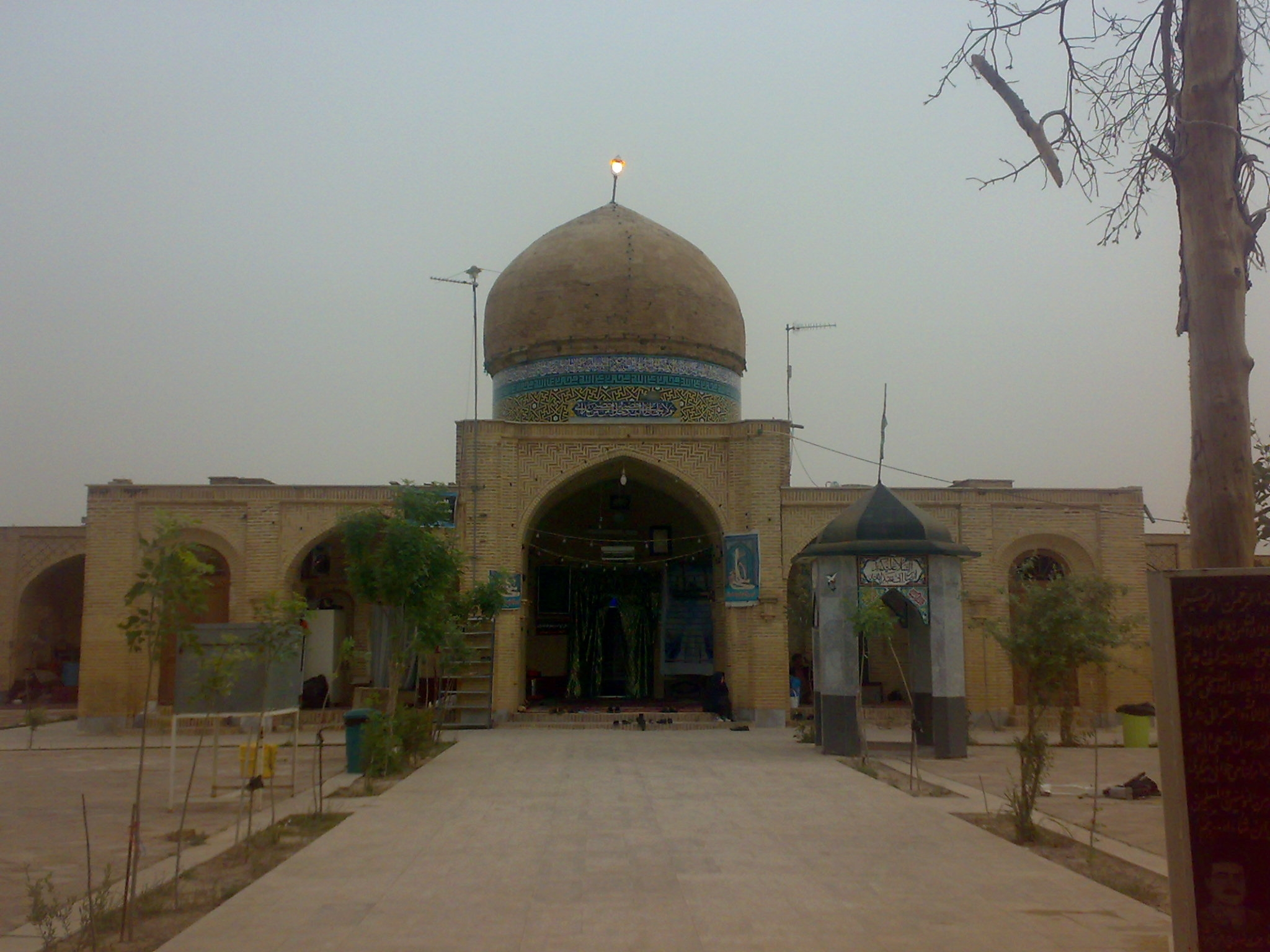
حرم سکینه خاتون